# هنري برستون
هنري برستون (25 أكتوبر 1883 في الهند - 23 أبريل 1964 في المملكة المتحدة) (بالإنجليزية: Henry Preston)‏ هو لاعب كريكت بريطاني وبريطاني (وحمل سابقاً جنسية المملكة المتحدة لبريطانيا العظمى وأيرلندا). لعب مع Kent County Cricket Club ‏.

## وصلات خارجية
- هنري برستون على موقع إي آس بي آن كريك إنفو (الإنجليزية)